# 维勒福莱
维勒福莱（法語：Villefollet，法語發音：[vilfɔlɛ]）是法国德塞夫勒省的一个市镇，属于尼奥尔区。

## 地理
维勒福莱（46°7'33"N, 0°16'1"W）面积13.04 平方千米，位于法国新阿基坦大区德塞夫勒省，该省份为法国西部内陆省份，北起曼恩-卢瓦尔省，西接旺代省，南至夏朗德省和滨海夏朗德省，东临维埃纳省。
与维勒福莱接壤的市镇（或旧市镇、城区）包括：布托讷河畔布里尤、昂西涅、瑞耶、塞利涅。

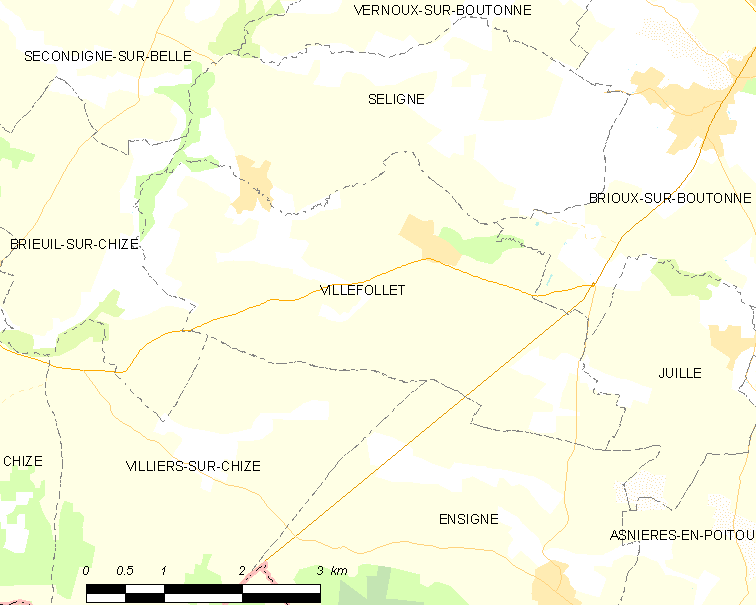
维勒福莱的OSM定位图

维勒福莱的时区为UTC+01:00、UTC+02:00（夏令时）。

## 行政
维勒福莱的邮政编码为79170，INSEE市镇编码为79348。

## 政治
维勒福莱所属的省级选区为米尼翁-布托讷县。

## 人口

1962-2008年间维勒福莱人口变化图示

维勒福莱于2022年1月1日时的人口数量为203人。